# Président du Commonwealth de la Dominique
Le président du Commonwealth de la Dominique (en anglais : President of the Commonwealth of Dominica) est le chef de l'État de la Dominique, un État insulaire des Caraïbes.
Il est élu pour cinq ans au scrutin indirect par les membres de l'Assemblée de la Dominique.

## Histoire
Depuis son indépendance le 3 novembre 1978, la Dominique est une république parlementaire qui combine des aspects du modèle républicain et du « système de Westminster ». 

## Élection
Le président de la Dominique est élu au scrutin indirect et secret par un collège électoral composé des 32 membres de l'Assemblée. Son mandat est de cinq ans, renouvelable une seule fois,.
L'élection a lieu dans les quatre vingt dix jours précédant la fin du mandat du président en exercice, ou au plus tôt en cas de décès ou d'empêchement de celui ci. La Constitution prévoit la possibilité pour le Premier ministre et le chef de l'opposition de s'accorder sur la nomination d'un candidat commun. Auquel cas, le Parlement est réuni et le candidat commun est déclaré élu à l'unanimité,.
S'il n'y a pas de candidature commune, il est procédé après une période de dépôt de candidatures de quatorze jours à une élection en un seul tour où la majorité absolue du total des membres de l'assemblée est requise pour l'emporter. Peuvent alors se présenter les candidats soutenus soit par le Premier ministre, soit par le chef de l'opposition, soit par au moins trois membres du Parlement. A défaut de vainqueur, il est procédé à un nouveau tour de scrutin. Comme la majorité est basée sur le total des membres et non sur celle des votes valides, il est possible qu'aucun candidat ne l'emporte même si deux candidats ou moins sont en lice, auquel cas un nouveau tour est organisé jusqu'à l'élection d'un candidat,.

## Rôle
En tant que chef de l’État, le président de la République est obligé de prendre part aux cérémonies publiques. Ce rôle comprend des tâches telles que l'ouverture des nouvelles sessions du parlement, la tenue des investitures d'honneur, recevoir les accréditations des ambassadeurs et hauts-commissaires, accueillir les chefs d'État en visite officielle et participer à un certain nombre de cérémonies civiles.
En accord avec l'article 59 de la Constitution, le président de la République choisit le Premier ministre qui exerce le pouvoir exécutif, généralement le leader du parti majoritaire, et nomme le reste du gouvernement sur conseil du premier ministre. Le chef de l'opposition est également nommé par le président parmi les membres élus de la Chambre qui lui paraissent les plus susceptibles d'obtenir le soutien d'une majorité des membres élus de la Chambre qui ne soutiennent pas le gouvernement.
Chaque fois que le Premier ministre est absent de la Dominique, ou en raison de la maladie est incapable de remplir les fonctions qui lui sont conférés par la Constitution, le président de la République peut autoriser un autre ministre à s'acquitter de ses fonctions (autres que les fonctions conférées par l'article 62 de la Constitution) et le ministre peut exercer ces fonctions jusqu'à ce que son autorité soit révoquée par le président de la République.
Conformément à la recommandation du Premier ministre, le président de la République peut : 
- accorder un pardon, soit gratuitement, soit soumis à des conditions légales, à toute personne déclarée coupable d'une infraction ;
- accorder à toute personne un répit, soit indéterminée ou pour une période déterminée, de l'exécution de la peine infligée à cette personne pour toute infraction ;
- substituer une forme moins sévère de punition pour toute peine infligée à une personne pour une infraction ;
- verser la totalité ou une partie de la peine infligée à une personne pour une infraction ou d'une peine ou la confiscation par ailleurs dû au gouvernement de la Dominique en raison d'une infraction.

### Rôle législatif
Lorsque les projets de loi sont adoptés par le Parlement, ils sont soumis au président pour recevoir son assentiment ; celui-ci se chargeant alors de les faire publier au Journal officiel.

## Liste
| N° | Portrait | Nom                      | Élections | Mandat            | Mandat            | Parti politique | Parti politique |
| N° | Portrait | Nom                      | Élections | Début             | Fin               | Parti politique | Parti politique |
| -- | -------- | ------------------------ | --------- | ----------------- | ----------------- | --------------- | --------------- |
| —  |          | Sir Louis Cools-Lartigue | Intérim   | 3 novembre 1978   | 16 janvier 1979   |                 | Indépendant     |
| 1  |          | Fred Degazon             | 1979      | 16 janvier 1979   | 29 janvier 1980   |                 | Indépendant     |
| —  |          | Sir Louis Cools-Lartigue | Intérim   | 15 juin 1979      | 16 juin 1979      |                 | Indépendant     |
| —  |          | Jenner Armour            | Intérim   | 21 juin 1979      | 25 février 1980   |                 | Indépendant     |
| 2  |          | Aurelius Marie           | 1980      | 25 février 1980   | 19 octobre 1983   |                 | Indépendant     |
| 3  |          | Sir Clarence Seignoret   | 1983 1988 | 19 octobre 1983   | 25 octobre 1993   |                 | DLP             |
| 4  |          | Crispin Sorhaindo        | 1993      | 25 octobre 1993   | 5 octobre 1998    |                 | DFP             |
| 5  |          | Vernon Shaw              | 1998      | 5 octobre 1998    | 1er octobre 2003  |                 | UWP             |
| 6  |          | Nicholas Liverpool       | 2003 2008 | 2 octobre 2003    | 17 septembre 2012 |                 | Indépendant     |
| 7  |          | Eliud Williams           | 2012      | 17 septembre 2012 | 2 octobre 2013    |                 | DLP             |
| 8  |          | Charles Savarin          | 2013 2018 | 2 octobre 2013    | 2 octobre 2023    |                 | DLP             |
| 9  |          | Sylvanie Burton          | 2023      | 2 octobre 2023    | en fonction       |                 | DLP             |